# Roma Calcio Femminile 2020-2021
Questa voce raccoglie le informazioni riguardanti la Società Sportiva Dilettantistica Roma Calcio Femminile nelle competizioni ufficiali della stagione 2020-2021.

## Rosa
Rosa, ruoli e numeri di maglia come da sito societario, integrati dal sito Football.it.
| N. |                        | Ruolo | Calciatrice              |
| -- | ---------------------- | ----- | ------------------------ |
| 1  | Italia (bandiera)      | P     | Valentina Casaroli       |
| 2  | Stati Uniti (bandiera) | D     | Jaylin D. Thompson       |
| 4  | Italia (bandiera)      | D     | Martina Bartolini        |
| 5  | Italia (bandiera)      | D     | Noemi Cortelli           |
| 6  | Filippine (bandiera)   | C     | Eva Madarang Silva       |
| 7  | Italia (bandiera)      | A     | Anna Crapanzano          |
| 8  | Italia (bandiera)      | C     | Giulia Boldorini         |
| 9  | Spagna (bandiera)      | A     | Ana González Villafruela |
| 10 | Italia (bandiera)      | C     | Claudia Natali           |
| 11 | Italia (bandiera)      | C     | Federica Polverino       |
| 12 | Italia (bandiera)      | P     | Dalila Di Cicco          |
| 13 | Italia (bandiera)      | D     | Naomi Di Fazio           |
| 14 | Italia (bandiera)      | D     | Martina Sclavo           |
| 16 | Italia (bandiera)      | C     | Alessandra Pisani        |
| 17 | Italia (bandiera)      | A     | Ilaria Filippi           |
| 18 | Svizzera (bandiera)    | A     | Julia Glaser             |
| 19 | Italia (bandiera)      | C     | Martina Peri             |

| N. |                        | Ruolo | Calciatrice          |
| -- | ---------------------- | ----- | -------------------- |
| 20 | Italia (bandiera)      | C     | Chiara Lorè          |
| 21 | Italia (bandiera)      | D     | Benedetta Maroni     |
| 22 | Italia (bandiera)      | P     | Flavia Draicchio     |
| 23 | Italia (bandiera)      | C     | Aurora Miglio        |
| 24 | Italia (bandiera)      | A     | Lucrezia Brandizzi   |
| 27 | Italia (bandiera)      | A     | Camilla Isabel Bedin |
| 28 | Inghilterra (bandiera) | A     | Aqsa Mushtaq         |
| 33 | Italia (bandiera)      | A     | Francesca Venia      |
| 44 | Italia (bandiera)      | D     | Chiara Capitta       |
| 45 | Italia (bandiera)      | D     | Claudia Silvi        |
| 95 | Marocco (bandiera)     | A     | Zoubida El Bastali   |
| 99 | Guatemala (bandiera)   | A     | Ana Lucía Martínez   |
|    | Italia (bandiera)      | D     | Chiara Farnesi       |
|    | Italia (bandiera)      | C     | Filomena Chahid      |
|    | Italia (bandiera)      | C     | Valeria Testa        |
|    | Italia (bandiera)      | C     | Sara Visconti        |
|    | Italia (bandiera)      | A     | Emanuela Pedullà     |

## Risultati

### Serie B

#### Girone di andata
| Arbitro: | Bianchini (Terni) |

|                        |           |  |
| Silvi 55’ Visconti 59’ | Marcatori |  |

| Arbitro: | Costa (Catanzaro) |

|                                                  |           |  |
| Rognoni 45’, 62’ Fusar Poli 67’, 80’ Roventi 74’ | Marcatori |  |

| Arbitro: | Giampietro (Pescara) |

|            |           |                          |
| Glaser 88’ | Marcatori | 33’ Tudisco 64’ Ferrandi |

| Arbitro: | Poto (Mestre) |

|                                 |           |  |
| Cimatti 6’ Iacuzzi 63’ Ligi 86’ | Marcatori |  |

| Arbitro: | Molinaroli (Piacenza) |

|                                                            |           |            |
| Saggion 4’ Canciello 26’, 40’ Cacciamali 81’ Scarpelli 87’ | Marcatori | 19’ Glaser |

| Arbitro: | Di Loreto (Terni) |

|  |           |                |
|  | Marcatori | 90+3’ Carrozzo |

| Arbitro: | Zambetti (Lovere) |

|                                                     |           |                        |
| Cattuzzo 63’ Sossella 68’ Basso 84’ Frighetto 90+4’ | Marcatori | 74’ Filippi 90’ Natali |

| Arbitro: | Cardella (Torre del Greco) |

|           |           |            |
| Glaser 9’ | Marcatori | 49’ Brayda |

| Arbitro: | Zanotti (Rimini) |

|  |           |                      |
|  | Marcatori | 31’ Silvi 42’ Glaser |

| Arbitro: | Bianchini (Terni) |

|           |           |  |
| Silvi 82’ | Marcatori |  |

| Arbitro: | Dorillo (Torino) |

|             |           |                              |
| Mushtaq 11’ | Marcatori | 56’ Martín 74’ Di Giammarino |

| Arbitro: | Marra (Mantova) |

|          |           |  |
| Boni 57’ | Marcatori |  |

| Arbitro: | Maccarini (Arezzo) |

|  |           |                |
|  | Marcatori | 90’ Porcarelli |

#### Girone di ritorno
| Cologno al Serio 24 gennaio 2021, ore 13:30 CET 14ª giornata | Orobica           | 0 – 0 referto referto 2 | Roma CF | Centro sportivo "Giacinto Facchetti" (0 spett.)\| Arbitro: \| Cortese (Bologna) \| |
| Arbitro:                                                     | Cortese (Bologna) |                         |         |                                                                                    |

| Arbitro: | Pezzopane (L'Aquila) |

|                 |           |                          |
| Glaser 28’, 31’ | Marcatori | 34’ Rognoni 73’ Di Luzio |

| Arbitro: | Acquafredda (Molfetta) |

|             |           |                                            |
| Tudisco 58’ | Marcatori | 46’ Filippi 48’, 85’ Martínez 90+5’ Glaser |

| Arbitro: | Cevenini (Siena) |

|                              |           |  |
| Martínez 60’, 85’ Glaser 80’ | Marcatori |  |

| Arbitro: | Ursini (Pescara) |

|                   |           |          |
| Martínez 40’, 77’ | Marcatori | 34’ Masu |

| Arbitro: | Pirriatore (Bologna) |

|                   |           |  |
| Iannella 55’, 84’ | Marcatori |  |

| Arbitro: | Mirabella (Napoli) |

|              |           |  |
| Martínez 83’ | Marcatori |  |

| Arbitro: | Tricarico (Verona) |

|              |           |                             |
| C. Merli 30’ | Marcatori | 9’ Martínez 24’, 36’ Glaser |

| Arbitro: | Borriello (Arezzo) |

|                                     |           |  |
| Glaser 17’, 38’, 90+3’ Martínez 90’ | Marcatori |  |

| Arbitro: | Duzel (Castelfranco Veneto) |

|               |           |  |
| Abouziane 80’ | Marcatori |  |

| Arbitro: | Bianchini (Terni) |

|                          |           |            |
| Martín 68’ Pittaccio 77’ | Marcatori | 80’ Glaser |

| Roma 16 maggio 2021, ore 12:00 CET 25ª giornata | Roma CF         | 0 – 0 referto | ChievoVerona FM | Centro Sportivo Certosa\| Arbitro: \| Romei (Isernia) \| |
| Arbitro:                                        | Romei (Isernia) |               |                 |                                                          |

| 23 maggio 2021, ore 15:00 CEST 26ª giornata                                       | Cesena    | 0 – 4 referto                                   | Roma CF |  |
| \| \| \| \| \| \| Marcatori \| 8’ Mushtaq 39’ Madarang 45’ Martínez 90’ Glaser \| |           |                                                 |         |  |
|                                                                                   |           |                                                 |         |  |
|                                                                                   | Marcatori | 8’ Mushtaq 39’ Madarang 45’ Martínez 90’ Glaser |         |  |

### Coppa Italia

#### Girone H eliminatorio
| Arbitro: | Menicucci (Lanciano) |

|                       |           |  |
| Glaser 15’ Miglio 47’ | Marcatori |  |

| Arbitro: | Menicucci (Lanciano) |

|  |           |                                                             |
|  | Marcatori | 14’, 21’, 60’ Andressa 69’ Massa 82’ Landa 84’, 86’ Corelli |

## Statistiche

### Statistiche di squadra
| Competizione | Punti | In casa | In casa | In casa | In casa | In casa | In casa | In trasferta | In trasferta | In trasferta | In trasferta | In trasferta | In trasferta | Totale | Totale | Totale | Totale | Totale | Totale | DR |
| Competizione | Punti | G       | V       | N       | P       | Gf      | Gs      | G            | V            | N            | P            | Gf           | Gs           | G      | V      | N      | P      | Gf     | Gs     | DR |
| ------------ | ----- | ------- | ------- | ------- | ------- | ------- | ------- | ------------ | ------------ | ------------ | ------------ | ------------ | ------------ | ------ | ------ | ------ | ------ | ------ | ------ | -- |
| Serie B      | 34    | 13      | 6       | 3       | 4       | 18      | 10      | 13           | 4            | 1            | 8            | 17           | 25           | 26     | 10     | 4      | 12     | 35     | 35     | 0  |
| Coppa Italia | -     | 2       | 1       | 0       | 1       | 2       | 7       | -            | -            | -            | -            | -            | -            | 2      | 1      | 0      | 1      | 2      | 7      | -5 |
| Totale       | -     | 15      | 7       | 3       | 5       | 20      | 27      | 13           | 4            | 1            | 8            | 17           | 25           | 28     | 11     | 4      | 13     | 37     | 42     | -5 |

### Andamento in campionato
| Giornata  | 1 | 2 | 3  | 4  | 5  | 6  | 7  | 8  | 9 | 10 | 11 | 12 | 13 | 14 | 15 | 16 | 17 | 18 | 19 | 20 | 21 | 22 | 23 | 24 | 25 | 26 |
| --------- | - | - | -- | -- | -- | -- | -- | -- | - | -- | -- | -- | -- | -- | -- | -- | -- | -- | -- | -- | -- | -- | -- | -- | -- | -- |
| Luogo     | C | T | C  | T  | T  | C  | T  | C  | T | C  | T  | C  | T  | C  | T  | C  | T  | C  | T  | C  | T  | C  | T  | C  | T  | C  |
| Risultato | V | P | P  | P  | P  | P  | P  | N  | V | V  | P  | P  | V  | N  | N  | V  | V  | V  | P  | V  | V  | V  | P  | P  | N  | V  |
| Posizione | 1 | 9 | 10 | 11 | 12 | 13 | 14 | 13 |   |    |    |    |    |    |    |    |    |    |    |    |    |    |    |    |    | 10 |

Legenda:

Luogo: C = Casa; T = Trasferta. Risultato: V = Vittoria; N = Pareggio; P = Sconfitta.

### Statistiche delle giocatrici
| Giocatore               | Serie B  | Serie B | Serie B     | Serie B    | Coppa Italia | Coppa Italia | Coppa Italia | Coppa Italia | Totale   | Totale | Totale      | Totale     |
| Giocatore               | Presenze | Reti    | Ammonizioni | Espulsioni | Presenze     | Reti         | Ammonizioni  | Espulsioni   | Presenze | Reti   | Ammonizioni | Espulsioni |
| ----------------------- | -------- | ------- | ----------- | ---------- | ------------ | ------------ | ------------ | ------------ | -------- | ------ | ----------- | ---------- |
| M. Bartolini            | 0        | 0       | 0           | 0          | 2            | 0            | 0            | 0            | 2        | 0      | 0           | 0          |
| C.I. Bedin              | 0        | 0       | 0           | 0          | 1            | 0            | 0            | 0            | 1        | 0      | 0           | 0          |
| G. Boldorini            | 0        | 0       | 0           | 0          | 2            | 0            | 0            | 0            | 2        | 0      | 0           | 0          |
| L. Brandizzi            | 0        | 0       | 0           | 0          | 1            | 0            | 0            | 0            | 1        | 0      | 0           | 0          |
| C. Capitta              | 0        | 0       | 0           | 0          | 0            | 0            | 0            | 0            | 0        | 0      | 0           | 0          |
| V. Casaroli             | 0        | 0       | 0           | 0          | 0            | 0            | 0            | 0            | 0        | 0      | 0           | 0          |
| F. Chahid               | 0        | 0       | 0           | 0          | 0            | 0            | 0            | 0            | 0        | 0      | 0           | 0          |
| N. Cortelli             | 0        | 0       | 0           | 0          | 1            | 0            | 0            | 0            | 1        | 0      | 0           | 0          |
| A. Crapanzano           | 0        | 0       | 0           | 0          | 1            | 0            | 0            | 0            | 1        | 0      | 0           | 0          |
| D. Di Cicco             | 0        | 0       | 0           | 0          | 2            | -7           | 0            | 0            | 2        | -7     | 0           | 0          |
| N. Di Fazio             | 0        | 0       | 0           | 0          | 1            | 0            | 0            | 0            | 1        | 0      | 0           | 0          |
| F. Draicchio            | 0        | 0       | 0           | 0          | 0            | 0            | 0            | 0            | 0        | 0      | 0           | 0          |
| Z. El Bastali           | 0        | 0       | 0           | 0          | 0            | 0            | 0            | 0            | 0        | 0      | 0           | 0          |
| C. Farnesi              | 0        | 0       | 0           | 0          | 1            | 0            | 0            | 0            | 1        | 0      | 0           | 0          |
| I. Filippi              | 0        | 0       | 0           | 0          | 2            | 0            | 0            | 0            | 2        | 0      | 0           | 0          |
| J. Glaser               | 0        | 0       | 0           | 0          | 1            | 1            | 0            | 0            | 1        | 1      | 0           | 0          |
| A. González Villafruela | 0        | 0       | 0           | 0          | 1            | 0            | 0            | 0            | 1        | 0      | 0           | 0          |
| C. Lorè                 | 0        | 0       | 0           | 0          | 1            | 0            | 0            | 0            | 1        | 0      | 0           | 0          |
| E. Madarang Silva       | 0        | 0       | 0           | 0          | 1            | 0            | 0            | 0            | 1        | 0      | 0           | 0          |
| B. Maroni               | 0        | 0       | 0           | 0          | 1            | 0            | 0            | 0            | 1        | 0      | 0           | 0          |
| A.L. Martínez           | 0        | 0       | 0           | 0          | 0            | 0            | 0            | 0            | 0        | 0      | 0           | 0          |
| A. Miglio               | 0        | 0       | 0           | 0          | 2            | 1            | 0            | 0            | 2        | 1      | 0           | 0          |
| A. Mushtaq              | 0        | 0       | 0           | 0          | 0            | 0            | 0            | 0            | 0        | 0      | 0           | 0          |
| C. Natali               | 0        | 0       | 0           | 0          | 2            | 0            | 0            | 0            | 2        | 0      | 0           | 0          |
| E. Pedullà              | 0        | 0       | 0           | 0          | 1            | 0            | 0            | 0            | 1        | 0      | 0           | 0          |
| M. Peri                 | 0        | 0       | 0           | 0          | 1            | 0            | 0            | 0            | 1        | 0      | 0           | 0          |
| A. Pisani               | 0        | 0       | 0           | 0          | 1            | 0            | 0            | 0            | 1        | 0      | 0           | 0          |
| F. Polverino            | 0        | 0       | 0           | 0          | 0            | 0            | 0            | 0            | 0        | 0      | 0           | 0          |
| M. Sclavo               | 0        | 0       | 0           | 0          | 1            | 0            | 0            | 0            | 1        | 0      | 0           | 0          |
| S. Silvi                | 0        | 0       | 0           | 0          | 2            | 0            | 0            | 0            | 2        | 0      | 0           | 0          |
| V. Testa                | 0        | 0       | 0           | 0          | 0            | 0            | 0            | 0            | 0        | 0      | 0           | 0          |
| J.D. Thompson           | 0        | 0       | 0           | 0          | 1            | 0            | 0            | 0            | 1        | 0      | 0           | 0          |
| F. Venia                | 0        | 0       | 0           | 0          | 2            | 0            | 0            | 0            | 2        | 0      | 0           | 0          |
| S. Visconti             | 0        | 0       | 0           | 0          | 0            | 0            | 0            | 0            | 0        | 0      | 0           | 0          |